# حسام السید
حسام السید (عربی: حُسَام السَّيِّد؛ زادهٔ ۲ فوریهٔ ۱۹۷۲) بازیکن سابق و مربی فوتبال اهل سوریه است.
از باشگاه‌هایی که در آن بازی کرده‌است می‌توان به باشگاه ورزشی المینا و باشگاه ورزشی الوحده (سوریه) اشاره کرد.
وی همچنین در تیم‌های ملی فوتبال زیر ۲۳ سال سوریه و سوریه بازی کرده‌است.